# 泔溪镇
泔溪镇，是中华人民共和国重庆市酉阳土家族苗族自治县下辖的一个乡镇级行政单位。

## 行政区划
泔溪镇下辖以下地区：
泔溪村、太平村、石洞村、泉孔村、大板村和泡木村。